# Половинкин, Дмитрий Иванович
Дмитрий Иванович Половинкин (1875 — ?) — крестьянин, депутат Государственной думы II созыва от Тамбовской губернии.

## Биография
Крестьянин деревни Ямбирная Шацкого уезда Тамбовской губернии. Выпускник начальной сельской школы. Служил волостным старшиной.  Занимался земледелием на собственной земле площадью 115 десятин. Ко времени выборов в Государственную Думу оставался беспартийным.
11 февраля 1907 года избран  в Государственную думу II созыва от общего состава выборщиков Тамбовского губернского избирательного собрания.  Вошёл в состав в Конституционно-демократической фракции, по другим сведениям был членом фракции октябристов.
Детали дальнейшей судьбы и дата смерти неизвестны.

### Рекомендуемые источники
- Буланова Л .В, Токарев Н. В. Представители тамбовского крестьянства - депутаты Государственной думы I-IV созывов // Общественно-политическая жизнь Российской провинции XX века. Тамбов, 1991. Выпуск 2;
- Земцов Л. И. Крестьяне Центрального Черноземья в Государственной думе I созыва // Крестьяне и власть. Тамбов, 1995;

### Архивы
- Российский государственный исторический архив. Фонд 1278. Опись 1 (2-й созыв). Дело 342; Дело 575. Лист 26.